# Rubén Rochina
Rubén Rochina Naixes (Sagunto, 23 marzo 1991) è un calciatore spagnolo, ala o centrocampista svincolato.

## Carriera

### Club
Cresciuto nelle giovanili del Barcellona, con la squadra catalana ha giocato nella formazione B, collezionando 26 presenze nella Segunda División spagnola.
Nel gennaio del 2011 passa alla squadra inglese del Blackburn.

### Nazionale
Ha giocato nelle nazionali giovanili spagnole Under-17, Under-18 ed Under-19.

## Palmarès

### Club

#### Competizioni nazionali
- Segunda División: 1

Granada: 2022-2023